# Yŏnan-gun
Yŏnan-gun (koreanska: 연안군) är en kommun i Nordkorea.   Den ligger i provinsen Södra Hwanghae, i den södra delen av landet, 130 km söder om huvudstaden Pyongyang.